# Erosida delia
Erosida delia là một loài bọ cánh cứng trong họ Cerambycidae.